# Securitas (Mythologie)

Darstellung der Securitas auf einem Denar des Geta (209–211 n. Chr.)

Securitas ist in der römischen Mythologie der Kaiserzeit die Personifikation der Sicherheit des römischen Volkes. Wörtlich wird sie mit „Freiheit von Sorgen“ übersetzt.
In Literatur und Inschriften ist sie nur wenig belegt und erscheint vor allem auf Münzen, oft mit den Attributen Stab, Lanze, Füllhorn, Palmzweig und Opferschale. Als sitzende Figur stützt sie meistens den Kopf mit dem Arm ab, als stehende Figur ist sie meistens an eine Säule angelehnt dargestellt. Häufig hält sie auch die Sonne bzw. eine (Erd-)Kugel in der Hand.
Erstmals findet sich die Securitas auf einer Münzprägung des Jahres 62 n. Chr. und wird in den folgenden Jahrhunderten zu einem Standardmotiv. Besondere Bedeutung bekam der Kult der Securitas in den Krisenzeiten seit dem 3. Jahrhundert. Seitdem wird sie gelegentlich auch auf den Rückseiten der Bronzemünzen kleinasiatischer Städte abgebildet.